# Adolfo Pérez Esquivel
Adolfo Pérez Esquivel (Buenos Aires, 26 de novembro de 1931) é um arquiteto, escultor e ativista de direitos humanos argentino, agraciado com o Nobel da Paz de 1980.
Em 1974 na cidade de Medellin, na Colômbia, Adolfo Pérez Esquivel coordenou a fundação do Servicio Paz y Justicia en América Latina (SERPAJ-AL), junto com vário bispos, teólogos, militantes, líderes comunitários e sindicalistas.
O SERPAJ-AL se dedicou a defender os Direitos Humanos no continente e a difundir a Não-Violência Ativa como instrumento de transformação da realidade e de enfrentamento dos crimes de tortura e desaparecimento forçado de militantes políticos e agentes comunitários e pastorais, praticados pelas Ditaduras Militares que haviam se instalado por toda a América Latina, com o apoio dos Estados Unidos que viviam então o auge da Guerra Fria com a União Soviética.
Por essa atividade Adolfo Pérez Esquivel recebeu o Nobel da Paz de 1980. Escultor, estudou arquitectura na Escola Nacional de Belas Artes da Universidade Nacional de La Plata. A partir de 1968, dedicou sua vida a propagar a não violência e defender os direitos humanos: fundou o Jornal Paz e Justiça em 1973, e a partir de 1974 se tornou seu secretário. A publicação se tornou a voz do movimento pacifista na América Latina.
Entre 1977 e 1979, foi preso por questões políticas. Durante esta reclusão recebeu o Prêmio Memorial de Paz Juan XXIII, entregue pela Organização Pax Christi Internacional.
É membro do Comité da patrocínio da Coordenação internacional para o Decênio da cultura da não-violência e da paz. 
Esquivel é também o Presidente da Academia de Ciências Ambientais de Veneza na Itália, por iniciativa desta academia, juntamente com outros Prêmios Nobeis da Paz, entre eles: o Dalai Lama, Desmond Tutu,Shirin Ebadi, Rigoberta Menchu Tum, Married Corrigan, Betty Wiliams e outros está liderando uma campanha mundial pela criação de uma corte internacional para julgar os crimes ambientais de grande monta. A campanha foi lançada na cidade de Roma em junho de 2009, oficializada em setembro em Veneza para o continente europeu, e no dia 19/11/2009 no Memorial da América Latina em São Paulo - Brasil para o continente latinoamericano.
Como um grande amigo da organização "Fundação Vida Para Todos - ABAI" em Mandirituba - PR (sul do Brasil), e a sua fundadora, a Suíça Marianne Spiller, Adolfo Pérez Esquivel, em 2010, participou no evento do 30 º aniversário da obra. Ele ofereceu-lhe um quadro pintado por ele mesmo, que mostra a Mãe Terra - simbolizando e sugerindo a dimensão eco-espiritual, que é um aspecto fundamental do trabalho da "Fundação Vida Para Todos – ABAI”. Esta aproveita do apoio ideológico e financeiro da Associação Suíça de "ABAI Freunde - Vida Para Todos".
Pérez Esquivel, em abril de 2018,  iniciou uma campanha internacional para ser entregue ao comitê do Nobel indicando Luiz Inácio Lula da Silva, para o prêmio Nobel da Paz.